# Райт, Джон Майкл

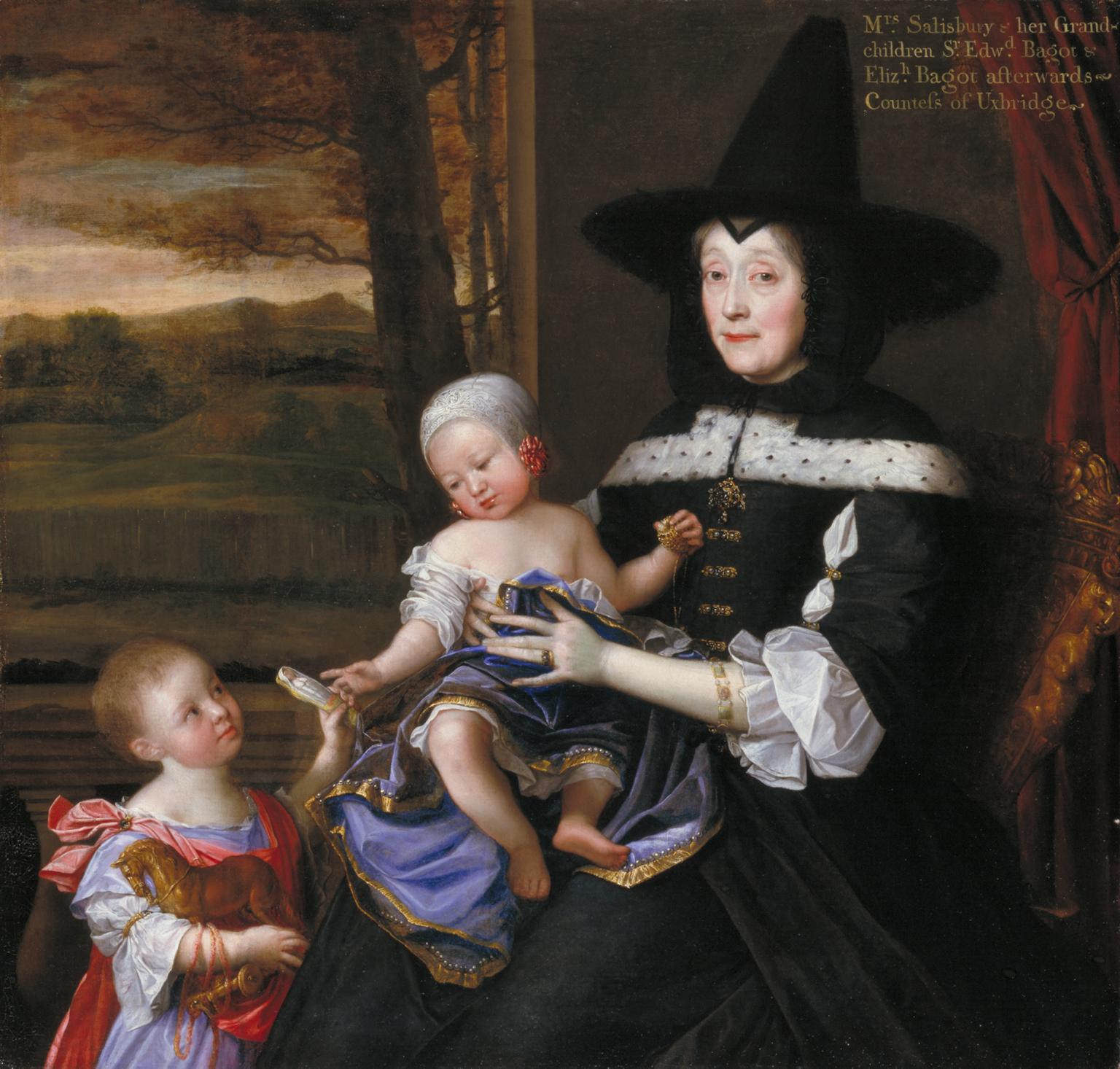
Миссис Сэйлсбэри со своими внуками (ок. 1676), галерея Тейт

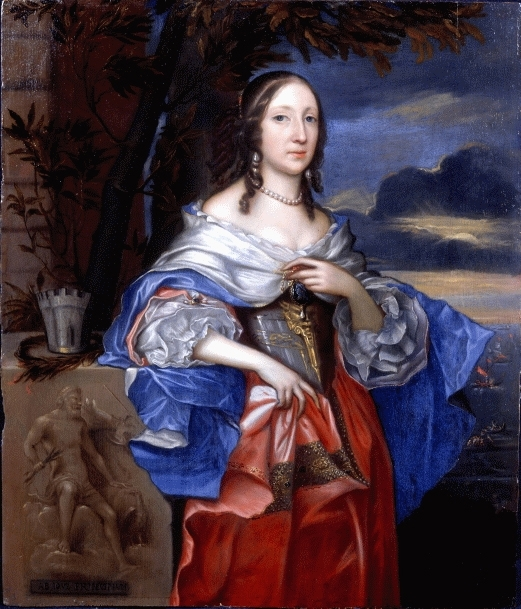
Портрет Элизабет Клейпоул, художник Джон Майкл Райт, 1658 год. Национальная портретная галерея (Лондон).

Джон Майкл Райт (англ. John Michael Wright; май 1617, Лондон, Королевство Англия — июль 1694, там же) — английский и шотландский художник-портретист, работавший в стиле барокко. Райт обучался в Эдинбурге у шотландского живописца Джорджа Джеймсона и приобрел репутацию во время своего длительного пребывания в Риме. Там его приняли в Академию св. Луки, и он общался с ведущими художниками своего поколения. В 1655 году Леопольд Вильгельм Австрийский, штатгальтер Испанских Нидерландов, привлек его к закупкам произведений искусства в Англии, бывшей под управлением Оливера Кромвеля. С 1656 года Райт обосновался в Англии и был придворным художником и до, и после Реставрации. Обратившись в католичество, он стал любимцем Стюартов, работая и на Карла II, и на Якова II, и будучи таким образом свидетелем многих политических интриг эпохи. В последние годы монархии Стюартов, Райт вернулся в Рим как один из послов к папе Иннокентию XI.